# United24 Media
United24 Media is een Engelstalig Oekraïens digitaal mediabedrijf. Het is in 2022 opgericht door het Oekraïense Ministerie van Digitale Transformatie. United24 Media maakt deel uit van het initiatief United24, waar ook het platform United24 onderdeel van is.
United24 Media is op 21 juli 2022 gelanceerd op de sociaalnetwerksite Instagram. De pilotaflevering was gewijd aan het belang van drones in Russisch-Oekraïense oorlog.